# St. Josef (Schwarzenbruck)

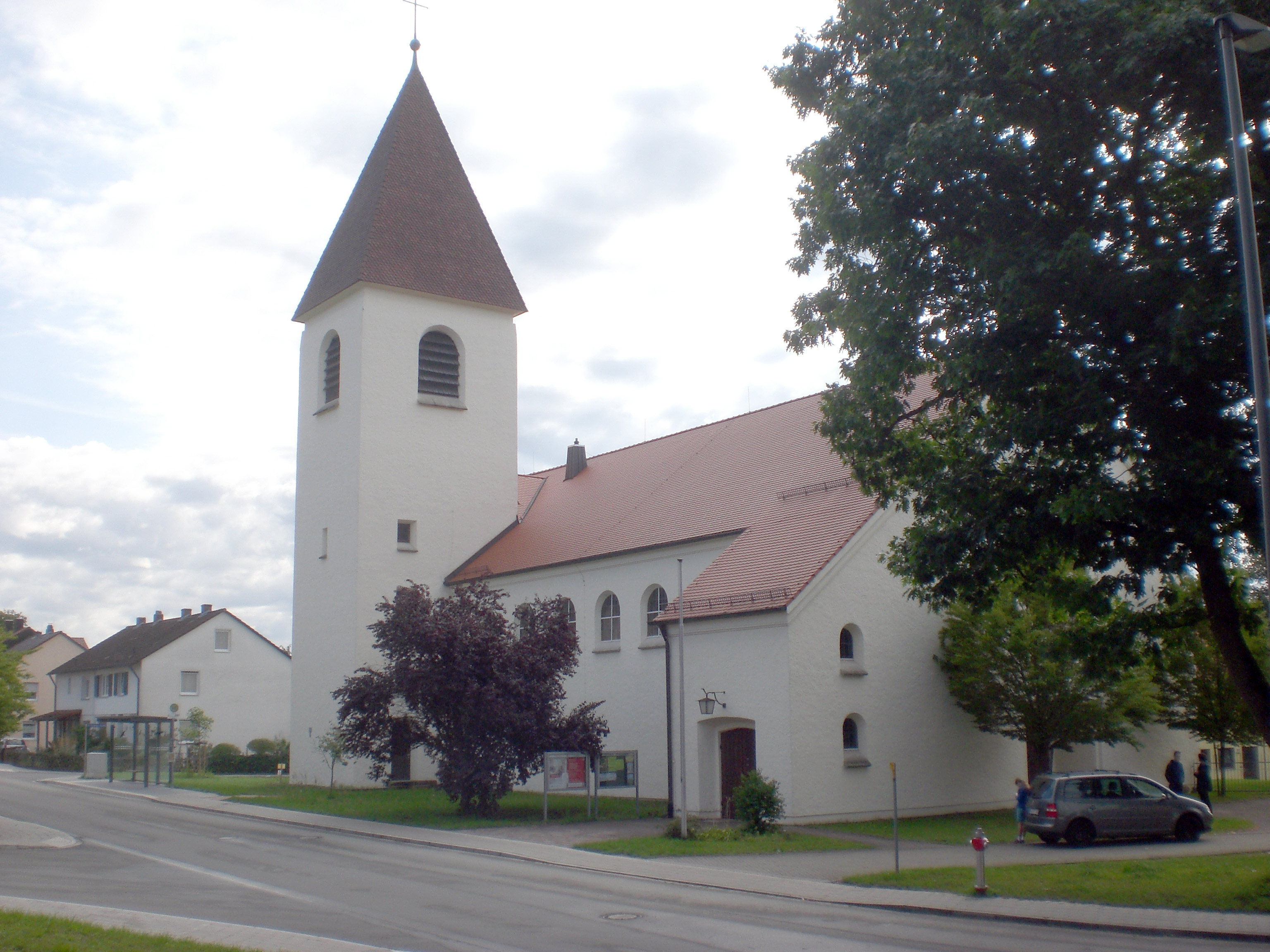
Kirche St. Josef in Schwarzenbruck

Die St.-Josef-Kirche ist eine römisch-katholische Kirche im mittelfränkischen Ort Schwarzenbruck. Die Adresse der Kirche ist Hauptstraße 25, 90592 Schwarzenbruck.

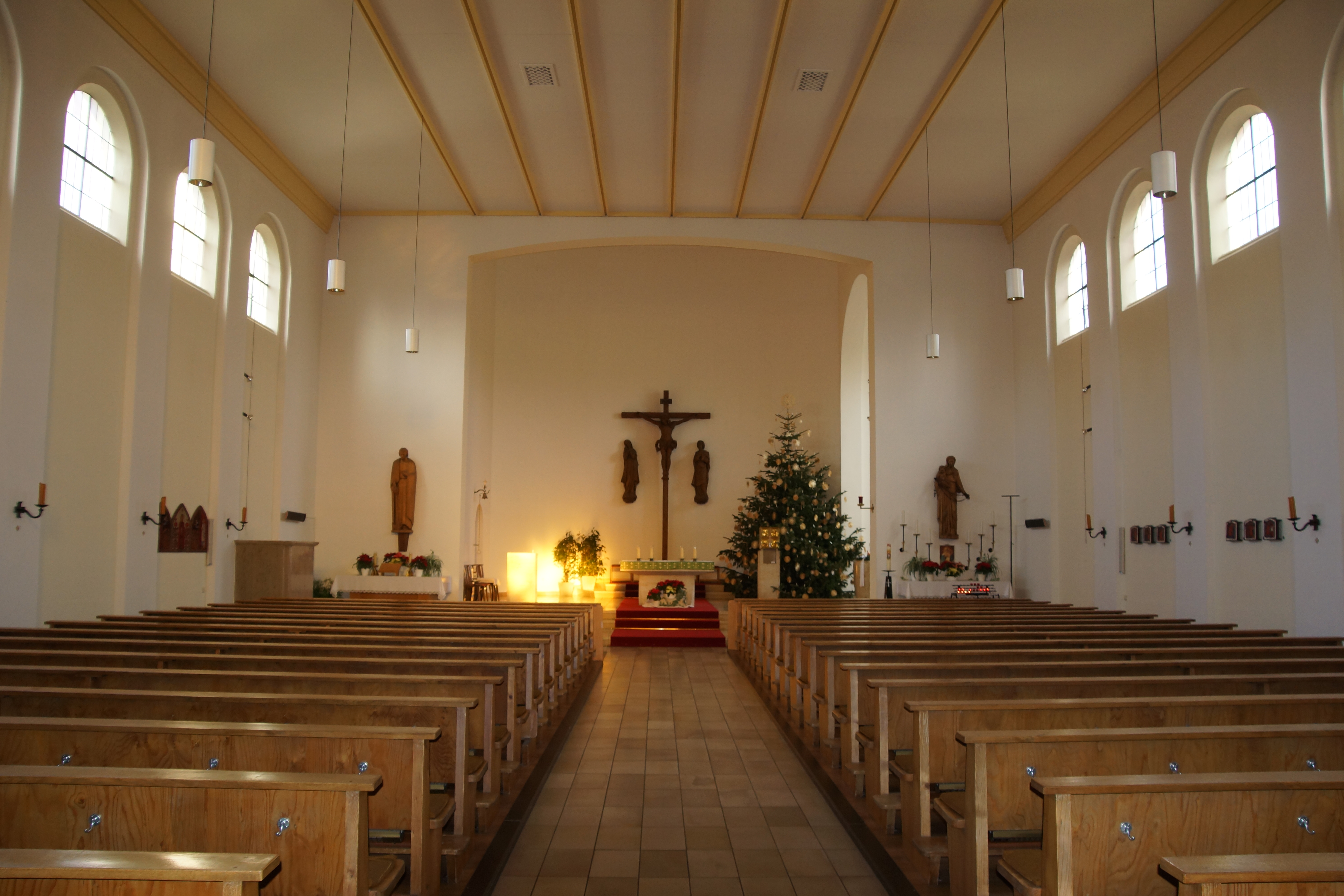
Blick auf den Altar

Das Kirchengebäude ist ein Saalbau mit Satteldach. Sie ist glatt verputzt und weiß gestrichen. Der Bau der Kirche wurde 1953 begonnen und die Kirchweihe war am 25. Juli 1954.
Eine Gruppe Vertriebener aus Schönhengstgau hat sich in Schwarzenbruck 1945/46 niedergelassen. Sie hatten einen wesentlichen Anteil am Entstehen der Pfarrgemeinde St. Josef. In einer Nische in der Kirche befindet sich eine Gedenktafel der Heimatvertriebenen aus dem Sudetenland.
Die Pfarrei bildet zusammen mit Herz-Jesu aus dem benachbarten Feucht einen Pfarreienverbund. Sie gehört zum Bistum Eichstätt.